# 25e législature du Canada

La distribution initiale des sièges de la du Canada

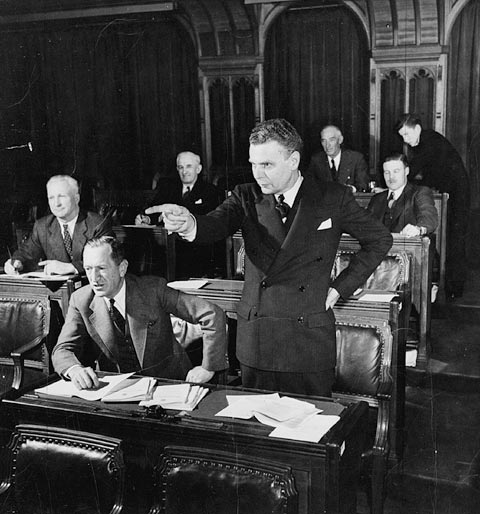
John Diefenbaker est premier ministre durant la.

La 25e législature du Canada est en session du 27 septembre 1962 au 6 février 1963. Sa composition est déterminée par les élections de 1962, tenues le 18 juin 1962, et est légèrement modifiée par des démissions et des élections partielles survenues avant les élections de 1963. 
Cette législature est contrôlée par une minorité parlementaire du Parti progressiste-conservateur et son chef John Diefenbaker. L'opposition officielle est représentée par le Parti libéral et dirigé par Lester B. Pearson.
Elle est la troisième plus courte législature de l'histoire parlementaire canadienne.
Le président est Marcel Lambert.
Voici l'unique session parlementaire de la 25e législature:
| Session | Début             | Fin            |
| ------- | ----------------- | -------------- |
| 1re     | 27 septembre 1962 | 6 février 1963 |

## Liste des membres
Les circonscriptions marquées d'un astérisque (*) indiquent qu'elles sont représentées par deux députés.

### Alberta
| Circonscription      | Circonscription | Nom                | Parti         |
| -------------------- | --------------- | ------------------ | ------------- |
| Acadia               |                 | Jack Horner        | PC            |
| Athabaska            |                 | Jack Bigg          | PC            |
| Battle River—Camrose |                 | Clifford Smallwood | PC            |
| Bow River            |                 | Eldon Woolliams    | PC            |
| Calgary-Nord         |                 | Douglas Harkness   | PC            |
| Calgary-Sud          |                 | Arthur Ryan Smith  | PC            |
| Edmonton-Est         |                 | William Skoreyko   | PC            |
| Edmonton-Ouest       |                 | Marcel Lambert     | PC            |
| Edmonton—Strathcona  |                 | Terry Nugent       | PC            |
| Jasper—Edson         |                 | Hugh Horner        | PC            |
| Lethbridge           |                 | Deane Gundlock     | PC            |
| Macleod              |                 | Lawrence Kindt     | PC            |
| Medicine Hat         |                 | Bud Olson          | Crédit social |
| Peace River          |                 | Ged Baldwin        | PC            |
| Red Deer             |                 | Robert N. Thompson | Crédit social |
| Vegreville           |                 | Frank Fane         | PC            |
| Wetaskiwin           |                 | Harry Andrew Moore | PC            |

### Colombie-Britannique
| Circonscription           | Circonscription | Nom                                         | Parti         |
| ------------------------- | --------------- | ------------------------------------------- | ------------- |
| Burnaby—Coquitlam         |                 | Erhart Regier (démissionne le 20 août 1962) | NPD           |
| Burnaby—Coquitlam         |                 | Tommy Douglas (élection partielle en 1962)  | NPD           |
| Burnaby—Richmond          |                 | Bob Prittie                                 | NPD           |
| Cariboo                   |                 | Bert Leboe                                  | Crédit social |
| Coast—Capilano            |                 | Jack Davis                                  | PLC           |
| Comox—Alberni             |                 | Thomas Speakman Barnett                     | NPD           |
| Esquimalt—Saanich         |                 | George Louis Chatterton                     | PC            |
| Fraser Valley             |                 | Alexander Bell Patterson                    | Crédit social |
| Kamloops                  |                 | Edmund Davie Fulton                         | PC            |
| Kootenay-Est              |                 | Jim Byrne                                   | PLC           |
| Kootenay-Ouest            |                 | Herbert Wilfred Herridge                    | NPD           |
| Nanaimo—Cowichan—Les Îles |                 | Colin Cameron                               | NPD           |
| New Westminster           |                 | Barry Mather                                | NPD           |
| Okanagan Boundary         |                 | David Vaughan Pugh                          | PC            |
| Okanagan—Revelstoke       |                 | Stuart A. Fleming                           | PC            |
| Skeena                    |                 | Frank Howard                                | NPD           |
| Vancouver—Burrard         |                 | Thomas Rodney Berger                        | NPD           |
| Vancouver-Centre          |                 | John Robert Nicholson                       | PLC           |
| Vancouver-Est             |                 | Harold Edward Winch                         | NPD           |
| Vancouver Kingsway        |                 | Arnold Alexander Webster                    | NPD           |
| Vancouver Quadra          |                 | Howard Charles Green                        | PC            |
| Vancouver-Sud             |                 | Arthur Laing                                | PLC           |
| Victoria                  |                 | Albert DeBurgo McPhillips                   | PC            |

### Île-du-Prince-Édouard
| Circonscription | Circonscription | Nom                     | Parti |
| --------------- | --------------- | ----------------------- | ----- |
| King's          |                 | Margaret Mary Macdonald | PC    |
| Prince          |                 | Orville Howard Phillips | PC    |
| Queen's*        |                 | John Angus Maclean      | PC    |
| Queen's*        |                 | Heath MacQuarrie        | PC    |

### Manitoba
| Circonscription      | Circonscription | Nom                      | Parti |
| -------------------- | --------------- | ------------------------ | ----- |
| Brandon—Souris       |                 | Walter Dinsdale          | PC    |
| Churchill            |                 | Robert Simpson           | PC    |
| Dauphin              |                 | Richard Elmer Forbes     | PC    |
| Lisgar               |                 | George Robson Muir       | PC    |
| Marquette            |                 | Nick Mandziuk            | PC    |
| Portage—Neepawa      |                 | Siegfried John Enns      | PC    |
| Provencher           |                 | Warner Herbert Jorgenson | PC    |
| Selkirk              |                 | Eric Stefanson           | PC    |
| Springfield          |                 | Joseph Slogan            | PC    |
| Saint-Boniface       |                 | Roger Teillet            | PLC   |
| Winnipeg-Centre-Sud  |                 | Gordon Churchill         | PC    |
| Winnipeg-Nord        |                 | David Orlikow            | NPD   |
| Winnipeg-Nord-Centre |                 | Stanley Knowles          | NPD   |
| Winnipeg-Sud         |                 | Gordon Chown             | PC    |

### Nouveau-Brunswick
| Circonscription          | Circonscription | Nom                          | Parti |
| ------------------------ | --------------- | ---------------------------- | ----- |
| Charlotte                |                 | Allan Marcus Atkinson McLean | PLC   |
| Gloucester               |                 | Hédard Robichaud             | PLC   |
| Kent                     |                 | Guy Crossman                 | PLC   |
| Northumberland—Miramichi |                 | George Roy McWilliam         | PLC   |
| Restigouche—Madawaska    |                 | Jean-Eudes Dubé              | PLC   |
| Royal                    |                 | Gordon Fairweather           | PC    |
| Saint-Jean—Albert        |                 | Thomas Miller Bell           | PC    |
| Victoria—Carleton        |                 | Hugh John Flemming           | PC    |
| Westmorland              |                 | Sherwood Rideout             | PLC   |
| York—Sunbury             |                 | John Chester Macrae          | PC    |

### Nouvelle-Écosse
| Circonscription          | Circonscription | Nom                     | Parti |
| ------------------------ | --------------- | ----------------------- | ----- |
| Antigonish—Guysborough   |                 | John Benjamin Stewart   | PLC   |
| Cap-Breton-Victoria-Nord |                 | Robert Muir             | PC    |
| Cap-Breton-Sud           |                 | Malcolm MacInnis        | NPD   |
| Colchester—Hants         |                 | Cyril Frost Kennedy     | PC    |
| Cumberland               |                 | Robert Coates           | PC    |
| Digby—Annapolis—Kings    |                 | George Nowlan           | PC    |
| Halifax*                 |                 | Robert Jardine McCleave | PC    |
| Halifax*                 |                 | Edmund L. Morris        | PC    |
| Inverness—Richmond       |                 | Allan MacEachen         | PLC   |
| Pictou                   |                 | Howard Russell Macewan  | PC    |
| Queens—Lunenburg         |                 | Lloyd Crouse            | PC    |
| Shelburne—Yarmouth—Clare |                 | Felton Fenwick Legere   | PC    |

### Ontario
| Circonscription      | Circonscription | Nom                              | Parti                |
| -------------------- | --------------- | -------------------------------- | -------------------- |
| Algoma-Est           |                 | Lester B. Pearson                | PLC                  |
| Algoma-Ouest         |                 | George Ewart Nixon               | PLC                  |
| Brantford            |                 | James Elisha Brown               | PLC                  |
| Brant—Haldimand      |                 | Lawrence Pennell                 | PLC                  |
| Broadview            |                 | George Hees                      | PC                   |
| Bruce                |                 | Andrew Ernest Robinson           | PC                   |
| Carleton             |                 | Dick Bell                        | PC                   |
| Cochrane             |                 | Joseph-Alphonse-Anaclet Habel    | PLC                  |
| Danforth             |                 | Reid Scott                       | NPD                  |
| Davenport            |                 | Walter L. Gordon                 | PLC                  |
| Dufferin—Simcoe      |                 | William Earl Rowe                | PC                   |
| Durham               |                 | Russell Clayton Honey            | PLC                  |
| Eglinton             |                 | Donald Fleming                   | PC                   |
| Elgin                |                 | James Alexander McBain           | PC                   |
| Essex-Est            |                 | Paul Joseph James Martin         | PLC                  |
| Essex-Ouest          |                 | Herb Gray                        | PLC                  |
| Essex-Sud            |                 | Eugene Whelan                    | PLC                  |
| Fort-William         |                 | Hubert Badanai                   | PLC                  |
| Glengarry—Prescott   |                 | Viateur Éthier                   | PLC                  |
| Greenwood            |                 | Andrew Brewin                    | NPD                  |
| Grenville—Dundas     |                 | Jean Casselman Wadds             | PC                   |
| Grey—Bruce           |                 | Eric Alfred Winkler              | PC                   |
| Grey-Nord            |                 | Percy Verner Noble               | PC                   |
| Halton               |                 | Harry Cruickshank Harley         | PLC                  |
| Hamilton-Est         |                 | John Munro                       | PLC                  |
| Hamilton-Ouest       |                 | Ellen Fairclough                 | PC                   |
| Hamilton-Sud         |                 | Robert Matthew Turnbull McDonald | PC                   |
| Hastings—Frontenac   |                 | Roderick Arthur Ennis Webb       | PC                   |
| Hastings-Sud         |                 | Lee Elgy Grills                  | PC                   |
| High Park            |                 | Pat Cameron                      | PLC                  |
| Huron                |                 | Lewis Elston Cardiff             | PC                   |
| Kenora—Rainy River   |                 | William Moore Benidickson        | Libéral-travailliste |
| Kent                 |                 | Sidney LeRoi Clunis              | PLC                  |
| Kingston             |                 | Edgar Benson                     | PLC                  |
| Lambton—Kent         |                 | John Wesley Burgess              | PLC                  |
| Lambton-Ouest        |                 | Walter Frank Foy                 | PLC                  |
| Lanark               |                 | George Henry Doucett             | PC                   |
| Leeds                |                 | John Matheson                    | PLC                  |
| Lincoln              |                 | James Carroll Patrick Mcnulty    | PLC                  |
| London               |                 | George Ernest Halpenny           | PC                   |
| Middlesex-Est        |                 | Campbell Ewing Millar            | PC                   |
| Middlesex-Ouest      |                 | William Howell Arthur Thomas     | PC                   |
| Niagara Falls        |                 | Judy LaMarsh                     | PLC                  |
| Nickel Belt          |                 | Osias Godin                      | PLC                  |
| Nipissing            |                 | Jack Garland                     | PLC                  |
| Norfolk              |                 | John Maxwell Roxburgh            | PLC                  |
| Northumberland       |                 | Harry Oliver Bradley             | PC                   |
| Ontario              |                 | Michael Starr                    | PC                   |
| Ottawa-Est           |                 | Jean-Thomas Richard              | PLC                  |
| Ottawa-Ouest         |                 | George James McIlraith           | PLC                  |
| Oxford               |                 | Wally Nesbitt                    | PC                   |
| Parkdale             |                 | Stanley Haidasz                  | PLC                  |
| Parry Sound—Muskoka  |                 | Gordon Aiken                     | PC                   |
| Peel                 |                 | Bruce Silas Beer                 | PLC                  |
| Perth                |                 | Jay Monteith                     | PC                   |
| Peterborough         |                 | Fred Stenson                     | PC                   |
| Port Arthur          |                 | Doug Fisher                      | NPD                  |
| Prince Edward—Lennox |                 | Almonte Alkenbrack               | PC                   |
| Renfrew-Nord         |                 | James Moffat Forgie              | PLC                  |
| Renfrew-Sud          |                 | James William Baskin             | PC                   |
| Rosedale             |                 | Donald Stovel Macdonald          | PLC                  |
| Russell              |                 | Paul Tardif                      | PLC                  |
| St. Paul's           |                 | Ian Wahn                         | PLC                  |
| Simcoe-Est           |                 | Philip Bernard Rynard            | PC                   |
| Simcoe-Nord          |                 | Heber Edgar Smith                | PC                   |
| Spadina              |                 | Sylvester Perry Ryan             | PLC                  |
| Stormont             |                 | Lucien Lamoureux                 | PLC                  |
| Sudbury              |                 | Rodger Mitchell                  | PLC                  |
| Timiskaming          |                 | Arnold Peters                    | NPD                  |
| Timmins              |                 | Murdo Martin                     | NPD                  |
| Trinity              |                 | Paul Hellyer                     | PLC                  |
| Victoria             |                 | Clayton Wesley Hodgson           | PC                   |
| Waterloo-Nord        |                 | Oscar William Weichel            | PC                   |
| Waterloo-Sud         |                 | Gordon Chaplin                   | PC                   |
| Welland              |                 | William Hector McMillan          | PLC                  |
| Wellington—Huron     |                 | Marvin Howe                      | PC                   |
| Wellington-Sud       |                 | Alfred Dryden Hales              | PC                   |
| Wentworth            |                 | Joseph Reed Sams                 | PC                   |
| York-Centre          |                 | James Edgar Walker               | PLC                  |
| York-Est             |                 | Steven Otto                      | PLC                  |
| York—Humber          |                 | Ralph Cowan                      | PLC                  |
| York-Nord            |                 | John Hollings Addison            | PLC                  |
| York-Ouest           |                 | Leonard Kelly                    | PLC                  |
| York—Scarborough     |                 | Frank Charles Mcgee              | PC                   |
| York-Sud             |                 | David Lewis                      | NPD                  |

### Québec
| Circonscription                   | Circonscription | Nom                             | Parti         |
| --------------------------------- | --------------- | ------------------------------- | ------------- |
| Argenteuil—Deux-Montagnes         |                 | Vincent Drouin                  | PLC           |
| Beauce                            |                 | Gérard Perron                   | Crédit social |
| Beauharnois—Salaberry             |                 | Gérald Laniel                   | PLC           |
| Bellechasse                       |                 | Bernard Dumont                  | Crédit social |
| Berthier—Maskinongé—de Lanaudière |                 | Rémi Paul                       | PC            |
| Bonaventure                       |                 | Albert Béchard                  | PLC           |
| Brome—Missisquoi                  |                 | Heward Grafftey                 | PC            |
| Cartier                           |                 | Leon David Crestohl             | PLC           |
| Chambly—Rouville                  |                 | J.-E. Bernard Pilon             | PLC           |
| Champlain                         |                 | Jean-Paul Matte                 | PLC           |
| Chapleau                          |                 | Gérard Laprise                  | Crédit social |
| Charlevoix                        |                 | Louis-Philippe-Antoine Bélanger | Crédit social |
| Châteauguay—Huntingdon—Laprairie  |                 | Jean Boucher                    | PLC           |
| Chicoutimi                        |                 | Maurice Côté                    | Crédit social |
| Compton—Frontenac                 |                 | Henry P. Latulippe              | Crédit social |
| Dollard                           |                 | Guy Rouleau                     | PLC           |
| Dorchester                        |                 | Pierre-André Boutin             | Crédit social |
| Drummond—Arthabaska               |                 | David Ouellet                   | Crédit social |
| Gaspé                             |                 | Roland Léo English              | PC            |
| Gatineau                          |                 | Rodolphe Leduc                  | PLC           |
| Hochelaga                         |                 | Raymond Eudes                   | PLC           |
| Hull                              |                 | Alexis Pierre Caron             | PLC           |
| Îles-de-la-Madeleine              |                 | Maurice Sauvé                   | PLC           |
| Jacques-Cartier—Lasalle           |                 | Raymond Rock                    | PLC           |
| Joliette—L'Assomption—Montcalm    |                 | Louis-Joseph Pigeon             | PC            |
| Kamouraska                        |                 | Charles-Eugène Dionne           | Crédit social |
| Labelle                           |                 | Gaston Clermont                 | PLC           |
| Lac-Saint-Jean                    |                 | Marcel Lessard                  | Crédit social |
| Lafontaine                        |                 | Georges-C. Lachance             | PLC           |
| Lapointe                          |                 | Gilles Grégoire                 | Crédit social |
| Laurier                           |                 | Lionel Chevrier                 | PLC           |
| Laval                             |                 | Jean-Léo Rochon                 | PLC           |
| Lévis                             |                 | J.-Aurélien Roy                 | Crédit social |
| Longueuil                         |                 | Pierre Sévigny                  | PC            |
| Lotbinière                        |                 | Raymond O'Hurley                | PC            |
| Maisonneuve—Rosemont              |                 | Jean-Paul Deschatelets          | PLC           |
| Matapédia—Matane                  |                 | Alfred Belzile                  | PC            |
| Mégantic                          |                 | Raymond Langlois                | Crédit social |
| Mercier                           |                 | Prosper Boulanger               | PLC           |
| Montmagny—L'Islet                 |                 | Jean-Paul Cook                  | Crédit social |
| Mont-Royal                        |                 | Alan Aylesworth Macnaughton     | PLC           |
| Nicolet—Yamaska                   |                 | Clément Vincent                 | PC            |
| Notre-Dame-de-Grâce               |                 | Edmund Tobin Asselin            | PLC           |
| Outremont—Saint-Jean              |                 | Romuald Bourque                 | PLC           |
| Papineau                          |                 | Adrien Meunier                  | PLC           |
| Pontiac—Témiscamingue             |                 | Paul Raymond Martineau          | PC            |
| Portneuf                          |                 | Jean-Louis Frenette             | Crédit social |
| Québec—Montmorency                |                 | Guy Marcoux                     | Crédit social |
| Québec-Est                        |                 | Jean Robert Beaulé              | Crédit social |
| Québec-Ouest                      |                 | Lucien Plourde                  | Crédit social |
| Québec-Sud                        |                 | Jean-Charles Cantin             | PLC           |
| Richelieu—Verchères               |                 | Lucien Cardin                   | PLC           |
| Richmond—Wolfe                    |                 | André Bernier                   | Crédit social |
| Rimouski                          |                 | Gérard Légaré                   | PLC           |
| Rivière-du-Loup—Témiscouata       |                 | Philippe Gagnon                 | Crédit social |
| Roberval                          |                 | Charles-Arthur Gauthier         | Crédit social |
| Saguenay                          |                 | Lauréat Maltais                 | Crédit social |
| Sainte-Anne                       |                 | Gérard Loiselle                 | PLC           |
| Saint-Antoine—Westmount           |                 | Charles Mills Drury             | PLC           |
| Saint-Denis                       |                 | Azellus Denis                   | PLC           |
| Saint-Henri                       |                 | Hilarion-Pit Lessard            | PLC           |
| Saint-Hyacinthe—Bagot             |                 | Théogène Ricard                 | PC            |
| Saint-Jacques                     |                 | Maurice Rinfret                 | PLC           |
| Saint-Jean—Iberville—Napierville  |                 | Yvon Dupuis                     | PLC           |
| Saint-Laurent—Saint-Georges       |                 | John Turner                     | PLC           |
| Sainte-Marie                      |                 | Georges Valade                  | PC            |
| Saint-Maurice—Laflèche            |                 | Gérard Lamy                     | Crédit social |
| Shefford                          |                 | Gilbert F. Rondeau              | Crédit social |
| Sherbrooke                        |                 | Gérard Chapdelaine              | Crédit social |
| Stanstead                         |                 | René Létourneau                 | PC            |
| Terrebonne                        |                 | Léo Cadieux                     | PLC           |
| Trois-Rivières                    |                 | Léon Balcer                     | PC            |
| Vaudreuil—Soulanges               |                 | Marcel Bourbonnais              | PC            |
| Verdun                            |                 | Bryce Mackasey                  | PLC           |
| Villeneuve                        |                 | Réal Caouette                   | Crédit social |

### Saskatchewan
| Circonscription           | Circonscription | Nom                     | Parti |
| ------------------------- | --------------- | ----------------------- | ----- |
| Assiniboia                |                 | Hazen Argue             | PLC   |
| Humboldt—Melfort—Tisdale  |                 | Reynold Rapp            | PC    |
| Kindersley                |                 | Robert Hanbidge         | PC    |
| Mackenzie                 |                 | Stanley Korchinski      | PC    |
| Meadow Lake               |                 | Bert Cadieu             | PC    |
| Melville                  |                 | James Norris Ormiston   | PC    |
| Moose Jaw—Lake Centre     |                 | James Ernest Pascoe     | PC    |
| Moose Mountain            |                 | Richard Russell Southam | PC    |
| Prince Albert             |                 | John Diefenbaker        | PC    |
| Qu'Appelle                |                 | Alvin Hamilton          | PC    |
| Regina City               |                 | Ken More                | PC    |
| Rosetown—Biggar           |                 | Clarence Owen Cooper    | PC    |
| Rosthern                  |                 | Edward Nasserden        | PC    |
| Saskatoon                 |                 | Henry Frank Jones       | PC    |
| Swift Current—Maple Creek |                 | Jack McIntosh           | PC    |
| The Battlefords           |                 | Albert Ralph Horner     | PC    |
| Yorkton                   |                 | Gordon Drummond Clancy  | PC    |

### Terre-Neuve
| Circonscription                | Circonscription | Nom                    | Parti |
| ------------------------------ | --------------- | ---------------------- | ----- |
| Bonavista—Twillingate          |                 | Jack Pickersgill       | PLC   |
| Burin—Burgeo                   |                 | Chesley William Carter | PLC   |
| Grand Falls—White Bay—Labrador |                 | Charles Granger        | PLC   |
| Humber—St. George's            |                 | Herman Maxwell Batten  | PLC   |
| St. John's-Est                 |                 | James Aloysius Mcgrath | PC    |
| St. John's-Ouest               |                 | Richard Cashin         | PLC   |
| Trinity—Conception             |                 | James Roy Tucker       | PLC   |

### Territoires du Nord-Ouest
| Circonscription           | Circonscription | Nom                  | Parti |
| ------------------------- | --------------- | -------------------- | ----- |
| Territoires du Nord-Ouest |                 | Isabel Tibbie Hardie | PLC   |

### Yukon
| Circonscription | Circonscription | Nom          | Parti |
| --------------- | --------------- | ------------ | ----- |
| Yukon           |                 | Erik Nielsen | PC    |

## Sources
- Site web du Parlement du Canada

- (en) Cet article est partiellement ou en totalité issu de l’article de Wikipédia en anglais intitulé « 25th Canadian Parliament » (voir la liste des auteurs).